# Макієвський сільський округ
Макі́євський сільський округ (каз. Макеевка ауылдық округі, рос. Макеевский сельский округ) — адміністративна одиниця у складі Атбасарського району Акмолинської області Казахстану. Адміністративний центр — село Шуйське.
Населення — 605 осіб (2021; 972 у 2009, 1695 у 1999, 2123 у 1989).
Станом на 1989 рік існувала Макієвська сільська рада (села Макієвка, Третьяковка, Шуйське). Село Третьяковка було ліквідовано 2019 року.

## Склад
До складу округу входять такі населені пункти:
| Населений пункт     | Колишні назви | Населення, осіб (1989) | Населення, осіб (1999) | Населення, осіб (2009) | Населення, осіб (2021) |
| ------------------- | ------------- | ---------------------- | ---------------------- | ---------------------- | ---------------------- |
| Макієвка, село      | -             | 501                    | 519                    | 147                    | 77                     |
| Шуйське, село       | -             | 1389                   | 971                    | 749                    | 516                    |
| --Третьяковка, село | -             | 233                    | 205                    | 76                     | 12                     |